# Caisse générale de retraite des agents de l'État
La Caisse générale de retraite des agents de l'État (CGRAE) est une société d'État ivoirienne créée le 5 avril 1977 d'abord sous la forme d’un établissement public à caractère administratif puis, transformée le 29 janvier 1992 en établissement public à caractère industriel et commercial. La société d'État CGRAE a un capital de 300 000 000 de francs CFA detenu à 100 % par l’État ivoirien. Cette nouvelle structure juridique obéit aux règles de fonctionnement des sociétés privées.
La CGRAE est administrée par un Conseil d'administration composé de 12 membres nommés par décret pris en conseil des ministres. Son Président actuel est Koffi N’guessan Lataille. IL a remplacé Mamadou BLE le 19 avril 2023. Le conseil d’administration nomme le Directeur Général pour la gestion courante de la société. L'actuel Directeur général est Abdrahamane Tiemoko BERTE.

## Historique
Le principe des Caisses de retraites instauré par l'administration coloniale et fondé sur le régime dit obligatoire et par répartition a été maintenu par l'État ivoirien dès l'accession du pays à l'indépendance. Ainsi, en 1962, une loi institue et organise le régime des pensions civiles en Côte d’Ivoire et dès 1964 l'activité est confiée au Trésor public sous l'autorité du Ministère des affaires économiques et du plan. L'accroissement de l'activité des pensions civiles amène à la création d'une administration spécifique le 5 avril 1977 sous la forme d'un Établissement public administratif relevant respectivement des Ministères de l'Économie et des finances, du budget, de la Fonction publique, de la Défense et du service civique.
Vingt ans plus tard, une réforme érige la Caisse générale de retraite des agents de l'État en Société d'État, dans la perspective d'assurer à cette structure une plus grande autonomie de gestion.
Le régime ivoirien de retraite repose sur une logique de tutelle exercée par l'État qui prend l'engagement, dans le cadre d'une solidarité nationale, de veiller à ce que chacun de ses agents à la retraite bénéficie d'un minimum de revenu. Cet engagement de l'État ivoirien est assorti d'une contrepartie pour les agents qui ont l'obligation de contribuer au financement du système en leur qualité de bénéficiaires potentiels. Une double tutelle est donc instituée et confiée au Ministère des affaires sociales et de la solidarité nationale (tutelle technique) ainsi qu'au Ministère de l'économie et des finances (tutelle financière).

## Missions
La Caisse générale de retraite des agents de l'État de Côte d'Ivoire accomplit une mission de service public qui s'articule sur la perception des cotisations et des subventions prélevées sur les personnels de l'État en vue d'assurer un financement régulier des pensions de retraite mais également pour offrir à ses bénéficiaires diverses prestations autorisées par la gestion des excédents de cotisations.
La CGRAE effectue, dans ce cadre, la collecte de cotisations des personnels et structures qui lui sont affiliés ainsi que la liquidation et le paiement aux bénéficiaires des pensions de retraite, des allocations viagères et des rentes d’invalidité. Elle procède au versement de capital décès, à la liquidation et au paiement de pensions en faveur des conjoints vivants et des orphelins du fonctionnaire décédé en activité. La CGRAE effectue le versement de majorations et d'allocations.

## Prestations
Les différentes prestations servies par la CGRAE sont la pension d'ancienneté, la pension proportionnelle, la pension viagère, la pension de reversion de veuve, la pension temporaire orphelin, la rente d'invalidité, la solde de réforme, le capital décès et le remboursement de cotisation (6 %).
Toutes ces prestations sont toutefois, la conséquence d'une séries de démarches à entreprendre pour la retraite. Selon les différents statuts des demandeurs, les démarches à accomplir diffèrent. Pour les fonctionnaires civil, dès la constitution du dossier, la Direction des pensions et des risques professionnels des personnels civils de l'État qui relève du Ministère de la fonction publique, procède au calcul et à la détermination des droits. C'est la phase de liquidation consacrée par un arrêté du Ministre de la fonction publique portant concession de pension. Le dossier est ensuite transmis à la CGRAE pour paiement.
S'agissant des militaires, gendarmes ou policiers, le dossier constitué est transmis au corps d'origine du demandeur pour visa et certification avant d'être transmis à la CGRAE pour liquidation et paiement. Pour les fonctionnaires ou les agents temporaires d'organismes affiliés, le dossier est constitué par la Direction des ressources humaines dont dépend l'intéressé avant d'être transmis à la CGRAE pour liquidation.
Il importe donc que tout au long de sa carrière, le bénéficiaire s'assure que les prélèvements effectués sur son revenu et complétés par la part patronale, sont effectivement reversés à la CGRAE car aucune pension n'est concédée par cet organisme si le versement des retenues n'a pas été effectué.

## Organisation
La CGRAE est structurée autour d'un Conseil d'administration composé de douze membres dont la vocation est de définir les grandes orientations de l'entreprise. Ce Conseil supervise les activités de la Direction générale de l'entreprise qui est chargée de la gestion courante de celle-ci et qui coordonne les travaux de ses quatre directions techniques que sont la Direction des prestations, la Direction de la planification et du développement, la Direction financière et comptable ainsi que la Direction de l'administration générale et des ressources humaines.
| Catégorie | Organismes affiliés |
| --------- | --- |
| EPN       | Agefop - Agepe - Aip - Anac - Ctci - Ciapol - Crflcd - Cnac - Cndj - Cnts - Cro - Eibma - Ena - Ens - Ensea - Ica - Inci - Infas - Infpa - Infs - Inph - Injs - Insaac - Insp - Ipci - Innetp - Irfci - Istc - Lanada - Lanema - Lnsp - Ocpv - Oissu - Oith - Onac - Onfp-Liq - Ons - Oser - Psp Ci - Samu - Sogefia-Liq - Sogepie - Inp Yamoussoukro - Crou Abidjan - Crou Bouaké - Chu Bouaké - Chu Cocody - Chu Treichville - Chu Yopougon - Université d'Abobo Adjamé - Université de Bouaké - Université de Cocody - chambre nationale d'agriculture |
| SODE      | Ageroute - Agetu - Atci - Bnetd Siège - Bnetd Soja - Caa - Cct - Cecp - Cgrae Sode - Cssppa Liquidation - Hevego - Ins Sode - Port autonome d'Abidjan - Paa San Pédro - Petroci - Poste de Côte d'Ivoire - Sipf Abidjan, Bouaké - Sndi - Sodefor - Sodemi - Sodexam |
| IN        | Ambassadeurs - Agence Compt. Dét. Pub. - Assemblée Nationale - Conseil Economique et Social - Conseil Constitutionnel - Présidence |
| OP        | Acmad - Air Afrique - Air Ivoire - Cagpa- Cnaci - Biao - Cdeao - Cie - District De Yamoussoukro - Etsher - Fdfp - Firca - Fosidec - Oada - Ooas - Pngter -Psdat - Sib - Sodeci - Sogb - Sogepe -Uemoa -Mairie d'Adjamé - Mairie d'Attécoubé - Mairie de Cocody - Mairie de Koumassi - Mairie de Marcory - Mairie de Port Bouët - Mairie de Yopougon - Mairie du Plateau - Mairie de Treichville - Ville d'Abidjan |
| OD        | FANCI - GATL - Gendarmerie Nationale - Marine Nationale |
| SEM       | Agef - Anader - Asecna Côte D'ivoire, Dakar, Paris, Malabo - Cidt - Cnra - Côte D'ivoire Télécom - Inie - Lbtp - Motoragri - Palmci - Palmafrique - Rti - Sipef -Ci - Smi - Sucaf Ci - Sucrivoire - TH San Pédro |